# Johann Jakob Siebel (Politiker, 1710)
Johann Jakob Siebel (getauft 17. Dezember 1710 in Elberfeld (heute Stadtteil von Wuppertal); † 27. September 1771 ebenda) war ein deutscher Politiker und Bürgermeister in Elberfeld.
Siebel wurde als Sohn des Kaufmanns und Bürgermeister des Jahres 1711, Johann Jakob Siebel, (1679–1743) geboren und am 17. Dezember 1710 getauft. Auch sein Großvater Andreas Siebel (1642–1710) und dessen Vater Andreas Siebel (1619–1684) waren mehrfach Elberfelder Bürgermeister gewesen. Seine Mutter war Eleonora Plücker (1691–1768), eine Tochter des Bürgermeisters von 1688, Johannes Plücker. Auch dessen gleichnamiger Vater Johannes Plücker (1628–1680) war 1679 Bürgermeister gewesen.
Siebel begann als Kaufmann in Elberfeld. Er heiratete dort am 6. November 1742 Anna Maria Wuppermann (1721–1759), Tochter des Bürgermeisters von 1730, Johann Rütger Wuppermann (1679–1759). Siebel war von 1743 bis 1751 durchgängig Ratsmitglied, im Jahr 1755 noch einmal. Im Jahr darauf wurde er zum zweiten Mal nach 1749 zum Bürgermeister vorgeschlagen und zum ersten Mal in dieses Amt gewählt. Im Jahr 1757 wurde er Stadtrichter, und in den beiden Folgejahren gehörte er wieder dem Elberfelder Rat an. Aus der Ehe mit seiner Frau entsprangen sechs Kinder, von denen vier früh starben; beide überlebenden Kinder waren Mädchen.